# Nils Christie
Nils Christie (Oslo, 24 februari 1928 – aldaar, 27 mei 2015) was een Noors socioloog en criminoloog. Sinds 1966 is hij hoogleraar criminologie aan de Faculteit der Rechtsgeleerdheid op de Universiteit van Oslo.
Een van zijn bekendste werken is Pinens begrensning (Limits to Pain) uit 1981, die vertaald is in elf talen. Hij heeft een eredoctoraat gekregen aan de universiteit van Kopenhagen. Christie was vooral bekend om zijn jarenlange kritiek over het drugsverbod, de industriële samenleving en gevangenissen.
Hij was lid van de Noorse Academie van Wetenschappen en Letteren. 